# Die Zwillingsschwestern
Die Zwillingsschwestern ist ein deutsches Stummfilmmelodram aus dem Jahre 1916 von Paul Otto mit Erna Morena in einer Doppelrolle.

## Handlung
Lisa und Ebba sind zwei grundverschiedene Schwestern, eineiige Töchter des Kommerzienrats Braun. Während Lisa sehr eitel, oberflächlich und den allzu menschlichen Vergnügungen zugeneigt scheint, ist Ebba gänzlich anders gepolt: sie ist ein sehr ernsthafter Mensch, fleißig und strebsam und studiert Medizin. Eines Tages plant ausgerechnet der von Ebba geliebte Professor Ruhbek die aufregende und unstete Lisa zu heiraten; eine Beziehung, die nicht gut gehen kann, wie Ebba zurecht findet. Sie ist in der Zwischenzeit Krankenschwester geworden und kümmert sich auch weiterhin um das Glück der beiden  ihr nahe stehenden Menschen: So rettet Ebba Ruhbek vor dem Ruin, in den Lisa ihn zu treiben scheint, und ihre Zwillingsschwester vor dem Eheirrtum mit dem Gelehrten. 

## Produktionsnotizen
Die Zwillingsschwestern entstand im Union-Atelier in Berlin-Tempelhof, passierte im Oktober 1916 die Filmzensur und wurde bald darauf uraufgeführt. Der Vierakter (in Österreich-Ungarn: Dreiakter) hatte eine Länge von rund 1000 Metern.

## Kritik
Paimann’s Filmlisten resümierte: „Stoff, Photos und Szenerie sehr gut, Spiel Morenas in der Doppelrolle als Lisa und Ebba prima.“
Der Teplitz-Schönauer Anzeiger befand: „Ein Filmwerk, das jeden Beschauer vollauf befriedigen muß“.